# District de Chaoyang (Changchun)
Pour les articles homonymes, voir Chaoyang (homonymie).
Le district de Chaoyang (朝阳区 ; pinyin : Cháoyáng Qū) est une subdivision administrative de la province du Jilin en Chine. Il est placé sous la juridiction de la ville sous-provinciale de Changchun. Le district couvre une superficie de 379 km² et compte 740 000 habitants (2004). C'est le centre et le siège du gouvernement de la ville de Changchun.